# Fontaine-l’Abbé
Fontaine-l’Abbé ist eine französische Gemeinde mit 567 Einwohnern (Stand: 1. Januar 2022) im Département Eure in der Region Normandie. Sie gehört zum Arrondissement Bernay und zum Kanton Bernay. Die Einwohner werden Fontenoifs genannt.

## Geografie
Fontaine-l’Abbé liegt auf der Grenze des Pays d’Ouche zum Lieuvin an der Charentonne. Umgeben wird Fontaine-l’Abbé von den Nachbargemeinden Saint-Léger-de-Rôtes im Norden und Nordwesten, Serquigny im Nordosten, Beaumont-le-Roger im Osten und Südosten, Corneville-la-Fouquetière im Süden und Südosten, Saint-Clair-d’Arcey im Westen und Südwesten sowie Menneval im Westen und Nordwesten.
| Jahr      | 1962 | 1968 | 1975 | 1982 | 1990 | 1999 | 2006 | 2013 |
| --------- | ---- | ---- | ---- | ---- | ---- | ---- | ---- | ---- |
| Einwohner | 468  | 476  | 532  | 510  | 564  | 549  | 421  | 403  |

## Sehenswürdigkeiten
- Kirche Saint-Jean-Baptiste aus dem 12. Jahrhundert, Umbauten aus dem 16. und 19. Jahrhundert
- Sainte-Marie-Madeleine aus dem 12. Jahrhundert
- Pfarrhaus
- Schloss Courcelles aus dem 17./18. Jahrhundert
- Schloss Fontaine-l'Abbé aus dem 17./18. Jahrhundert
- Mühle an der Charentonne aus dem 19. Jahrhundert

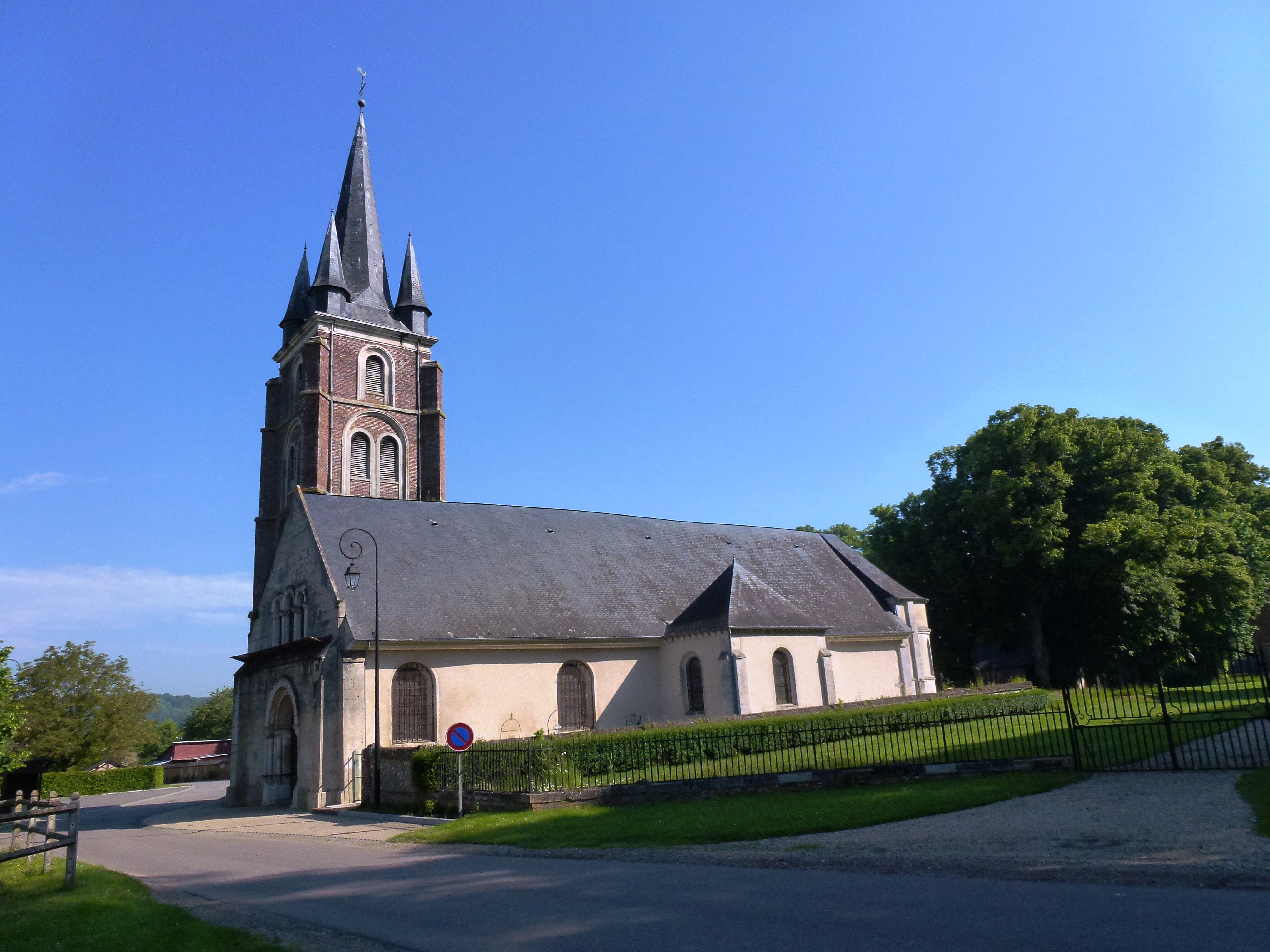
Kirche Saint-Jean-Baptiste
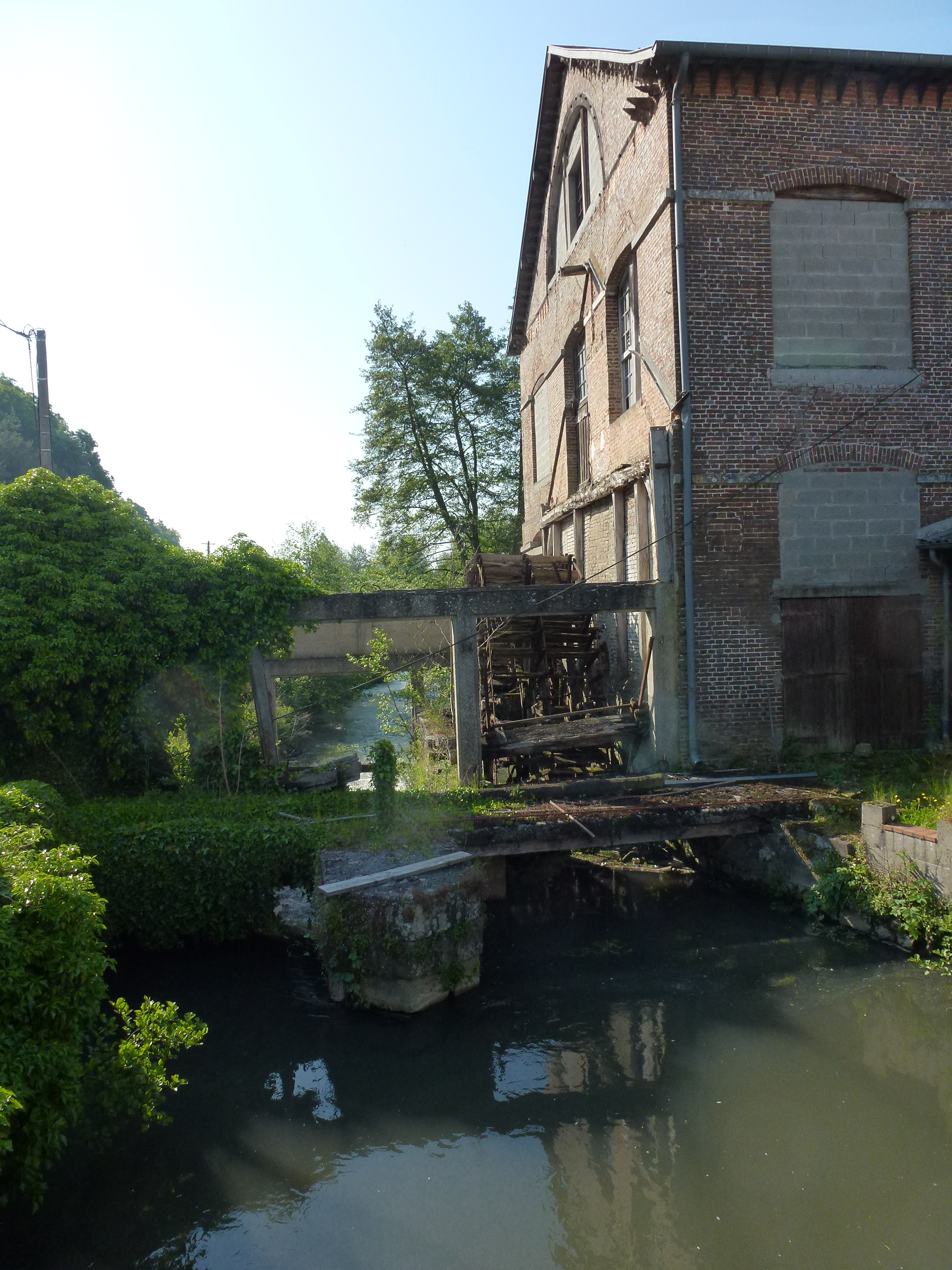
Mühle
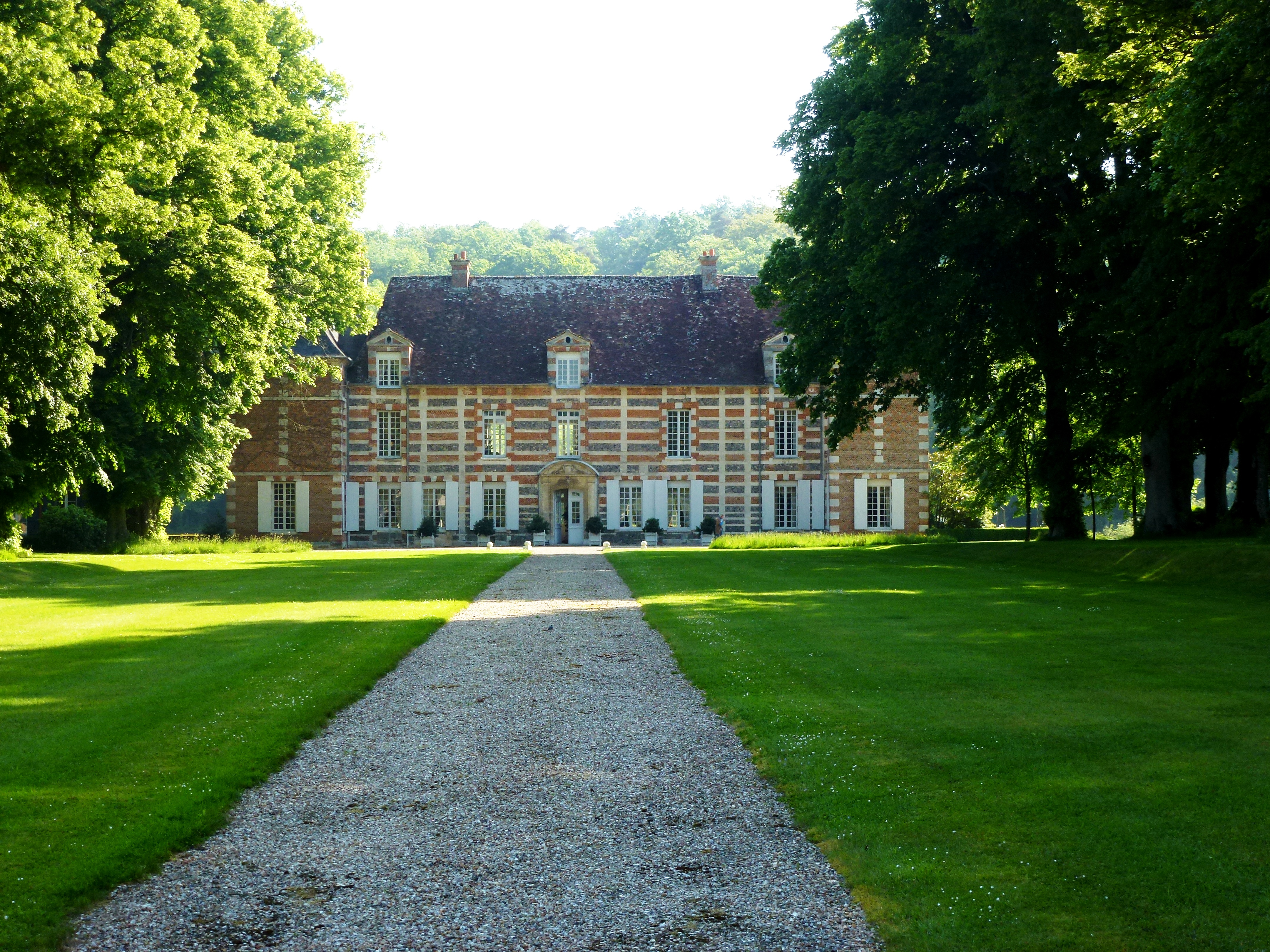
Schloss